# 静岡市立静岡病院
静岡市立静岡病院（しずおかしりつしずおかびょういん）は静岡市葵区にある医療機関。静岡市が設置する地方独立行政法人静岡市立静岡病院が運営する病院である。静岡県において歴史のある医療機関でもある。

## 特長
循環器内科と心臓血管外科を一体化させたハートセンターを設置しており循環器疾患に力を入れている。市外からの患者も多く、同センターの外来待ち時間は常に長時間化しており数時間待ちということは珍しくない。循環器疾患専用の集中治療室、心臓カテーテル検査室、心臓リハビリテーション室を備え、循環器疾患患者用の病床は94床と全病床の約2割を占めている。また、循環器科専門医が同乗し救急蘇生に必要な用具や薬剤を装備した大型のモービルＣＣＵを配備している。

## 医療連携
2001年より静岡市医師会と協同でイーツーネット（医2ネット）と呼ばれる独自の地域医療連携システムを構築している。このシステムは患者一人に対し、同病院の医師と診療所などのかかりつけ医と、二人の主治医で診療していくという意味であり、お互いの医師がそれぞれ役割分担し患者の診療にあたるという仕組みである。疾患や診療科別に病院と診療所の役割を明確化することにより様々な効果が期待されている。

## 診療科
- 総合内科
- 消化器内科
- 呼吸器内科
- 呼吸器外科
- 腎臓内科
- 血液内科
- 内分泌・代謝内科
- 循環器内科
- 心臓血管外科
- 神経内科
- 脳神経外科
- 外科・消化器外科
- 耳鼻咽喉科・頭頸部外科
- 整形外科
- 泌尿器科
- 産婦人科
- 小児科
- 眼科
- 皮膚科
- 形成外科
- 口腔外科
- 精神科
- リハビリテーション科
- 放射線科
- 病理診断科

## 医療機関の指定等
- 保険医療機関
- 労災保険指定医療機関
- 指定自立支援医療機関（更生医療・育成医療）
- 地域周産期母子医療センター
- 地域がん診療連携拠点病院
- 地域医療支援病院
- 臨床研修指定病院
- 臓器移植推進協力病院
- エイズ中核拠点病院
- 災害拠点病院
- 第一種感染症指定医療機関
- 地域肝疾患診療連携拠点病院

## 沿革
- 1869年4月2日（明治2年2月21日）四ツ足門外（現追手町日赤病院付近）の明新館跡に藩立駿府病院開設[2]。
- 1869年（明治2年6月）駿府が静岡と改称されたため、藩立静岡病院と改称[2]。
- 1872年（明治5年8月）廃藩置県を機に廃院[3]。
- 1876年（明治9年）10月29日 藩立静岡病院の医員の1人村松良粛らにより屋形町１・２番地（現在の中部電力静岡支店付近）に公立静岡病院（県立）が開設される[3]。開院と同時にカナダ人宣教師・賤機舎教師・医師のデイヴィッドソン・マクドナルドが顧問として迎えられる[3]。
- 1882年（明治15年）7月 県立から群立となる[4]。
- 1889年（明治22年）
  - 2月 静岡大火により病院全焼[4]。
  - 8月 群立を市立に移管することを決議[4]。その後屋形町に再建[4]。
- 1905年（明治38年）9月 正式名称を市立静岡病院と改称[5]。
- 1945年（昭和20年）6月20日 静岡大空襲により焼失[6]。
- 1946年（昭和21年）6月23日 巴町59番地の隣保館（母子寮の様なもの）を改造し仮病院開設[6]。
- 1951年（昭和26年）9月27日 追手町（現在地・静岡県立病院跡地）へ移転[7]。
- 1953年（昭和28年）駿府城外濠の一部を埋め立て、敷地を拡大[7]。

## 新型コロナウイルス感染
- 2020年3月31日、葵区の市立静岡病院勤務の女性看護師と家族3人の計4人が新型コロナウイルスに感染した。市が感染経路を調べているが、院内感染の可能性は低いとみられる[8]。

## 在籍した人物
- 篠田恒太郞
- 田口卯吉
- 鶴田清次
- 戸塚文海
- デイヴィッドソン・マクドナルド